# Nagurus havelocki
Nagurus havelocki är en kräftdjursart som beskrevs av Franco Ferrara och Stefano Taiti1982. Nagurus havelocki ingår i släktet Nagurus och familjen Trachelipodidae. Inga underarter finns listade i Catalogue of Life.